# Codia fusca
Codia fusca là một loài thực vật có hoa trong họ Cunoniaceae. Loài này được (Schltr.) H.C.Hopkins mô tả khoa học đầu tiên năm 2005.